# Natriciteres olivacea
Natriciteres olivacea är en ormart som beskrevs av Peters 1854. Natriciteres olivacea ingår i släktet Natriciteres och familjen snokar. Inga underarter finns listade i Catalogue of Life.
Arten förekommer i Afrika söder om Sahara. Den norra gränsen av utbredningsområdet sträcker sig från Senegal till Etiopien och den södra gränsen från centrala Angola till östra Sydafrika och södra Moçambique. Natriciteres olivacea lever i låglandet och i bergstrakter upp till 2200 meter över havet. Den vistas främst i träskmarker och i landskap som liknar marskland. Denna orm besöker även skogar och savanner. Individerna vistas där nära insjöar och vattendrag. De gömmer sig under stenar, under träbitar som ligger på marken eller i sprickor i strandlinjer. Natriciteres olivacea har fiskar och groddjur som föda. Honor lägger 4 till 11 ägg per tillfälle.
Regionalt kan torrläggning av våtmarker vara ett hot mot beståndet. Denna orm lever i flera naturskyddsområden. IUCN kategoriserar arten globalt som livskraftig.